# Kleingebiet Siófok
Das Kleingebiet Siófok (ungarisch Siófoki kistérség) war bis Ende 2012 eine ungarische Verwaltungseinheit (LAU 1) innerhalb des Komitats Somogy in Südtransdanubien. Im Zuge der Verwaltungsreform Anfang 2013 gingen alle Ortschaften komplett in den nachfolgenden Kreis Siófok (ungarisch Siófoki járás) über, der noch um 13 Gemeinden aus dem aufgelösten Kleingebiet Balatonföldvár sowie um die Ortschaft Balatonvilágos aus dem Komitat Veszprém verstärkt wurde.
Ende 2012 lebten auf einer Fläche von 386,11 km² 39.091 Einwohner. Die Bevölkerungsdichte war mit 101 Einwohnern/km² die höchste im Komitat.
Der Verwaltungssitz befand sich in der größten Stadt Siófok (25.441 Ew.). Zamárdi war eine weitere Stadt (2.451 Ew.).

## Ortschaften
Die folgenden zehn Ortschaften gehörten zum Kleingebiet Siófok:
| Ádánd  | Balatonendréd | Balatonszabadi | Nagyberény | Nyim    |
| Ságvár | Siófok        | Siójut         | Som        | Zamárdi |

## Weblink
- Siófoki  kistérség. Karte des Kleingebiets Siófok. In: OpenStreetMap.

Koordinaten: 46° 55′ N, 18° 5′ O